# Вулиця Сирцова (Мелітополь)
Вулиця Сирцова — вулиця в Мелітополі, що йде від вулиці Воїнів-Інтернаціоналістів до вулиці 8 Березня. Перетинається з вулицею Фучика. Має ґрунтове покриття та складається з приватного сектора.

## Назва
Вулицю названо на честь Івана Сирцова (1909—1948) — дільничного інспектора міліції. 1 листопада 1948 р. під час чергування він виявив, що з м'ясокомбінату викрадено велику партію м'яса. Прийшовши на адресу підозрюваного і спробувавши викликати того з дому, Сирцов був застрелений з рушниці.

## Історія
До 18 серпня 1966 року вулиця Сирцова була провулком Чичеріна (Георгій Чичерін — радянський народний комісар із закордонних справ). Сам провулок вперше згадується 21 грудня 1951 року у протоколі засідання міськвиконкому. Іноді він згадується як 1-й провулок Чичеріна. Примітно, що в різний час у Мелітополі було 11 провулків Чичеріна та 2 однойменні вулиці.

## Галерея
|                                            |                                                             |                           |
| вид у бік вулиці Воїнів-Інтернаціоналістів | будинок на промисловій території на вулиці Ярослава Мудрого | виїзд на вулицю 8 Березня |